# Vlag van West-Australië

Vlag van West-Australië (ratio: 1:2)

De vlag van West-Australië is een Brits blue ensign met aan de rechterkant de badge van de staat: een zwarte zwaan in een gele cirkel. De zwarte zwaan is een symbool van de deelstaat. De vlag werd aangenomen in 1953.

## Historische vlag
De vorige (eerste) vlag van West-Australië was in gebruik tussen 1870 (officieel 27 november 1875) en 1953. Die vlag zag er hetzelfde uit als de huidige, maar de zwaan keek de andere kant op. De richting waar de zwaan heen keek was veranderd om te voldoen aan de vexillologische richtlijn die stelt dat dieren op een vlag richting de hijszijde moeten kijken.

1870–1953